# アッシュメドウズキリフィッシュ
アッシュメドウズキリフィッシュ（Empetrichthys merriami, Ash Meadows killifish）は、カダヤシ目グーデア科に属する魚。絶滅種。アメリカ合衆国ネバダ州・カリフォルニア州にまたがるデスヴァレー国立公園の中のオアシスであるアッシュメドウズに生息していた。

## 概要
全長は5～6cm。体色は背が黄色で側面は青みがかった銀色、胴体の側面に不規則な黒い模様があった。胴体が分厚く、腹ビレがない。生息していた泉は、硫黄の臭いがして、水温は常時20℃前後であった。
住んでいた池にザリガニとウシガエルが導入されたことにより、アッシュメドウズキリフィッシュの数は減少した。1900年代初めにはすでに数が少なくなっていたといわれ、1948年に絶滅したとされている（1957年説もある）キリフィッシュの仲間などで他の土地に移されて絶滅を免れたものもいるが、その恩恵を受けるにはアッシュメドウズキリフィッシュの絶滅は早すぎた。アッシュメドウズ一帯が国立野生生物保護区に指定されたのは1984年のことである。